# تپه‌غوکیان
تپه‌غوکیان (نام علمی: Allophryne ruthveni) نام یک گونه از راسته قورباغه است. تپه‌غوکیان شباهت زیادی به قورباغه‌های درختی دارند.